# Mesoleius bisignatus
Mesoleius bisignatus är en stekelart som beskrevs av Costa 1888. Mesoleius bisignatus ingår i släktet Mesoleius och familjen brokparasitsteklar. Inga underarter finns listade i Catalogue of Life.